# Wólka (województwo zachodniopomorskie)
Wólka – nazwa zniesionej osady rybackiej, położonej w województwie zachodniopomorskim, w powiecie kołobrzeskim, w gminie Kołobrzeg. Miejscowość wchodziła w skład sołectwa Dźwirzyno. Zabudowa włączona do Dźwirzyna.
Na niemieckiej mapie z 1789 r. widnieje nazwa Fehrkaten. Do 1945 r. poprzednią niemiecką nazwę osady było Fährkaten. W 1948 r. ustalono urzędowo polską nazwę Wólka.